# PSS消音手槍
PSS（俄語：Пистолет самозарядный специальный，意為：半自動特種手槍），是由蘇聯中央精密工程研究所研製的一種特種手槍。

## 歷史
PSS手槍是專門針對克格勃的特工和蘇聯陸軍中的特種部隊而特別研製出來的。該槍於1983年被正式採用，並取代了MSP手槍和S4M手槍兩種過時且火力不足的特種武器。

## 設計
PSS手槍採用反沖作用運作，扳機為雙動式設計，發射的彈藥為蘇聯研製的7.62×42毫米SP-4型無音彈，並能有效的配合其發射機制以進行無聲射擊，更能夠有效的抑制槍口焰和煙霧從槍口裡冒出。其彈匣容量為6發，有效射程為25米。

## 採用
PSS手槍曾經被克格勃採用過。在蘇聯解體後則轉交給俄羅斯境內的執法部門和特種部隊使用。

## 使用國
- 白俄羅斯
- 俄羅斯
- 乌克兰

### 前使用國
- 苏联

## 外部連結
- Modern Firearms（页面存档备份，存于）
- 槍炮世界—PSS（页面存档备份，存于）